# White Hill (Nova Scotia)
White Hill är en kulle i Kanada.   Den ligger i provinsen Nova Scotia, i den östra delen av landet, 1 200 km öster om huvudstaden Ottawa. Det är den högsta punkten i Nova Scotia.
Toppen på White Hill är 534 meter över havet, eller 6 meter över den omgivande terrängen. Bredden vid basen är 0,34 km. White Hill ligger på ön Kap Bretonön.
Terrängen runt White Hill är platt västerut, men österut är den kuperad. Trakten runt White Hill är nära nog obefolkad, med mindre än två invånare per kvadratkilometer.. Det finns inga samhällen i närheten. 
I omgivningarna runt White Hill växer i huvudsak blandskog.